# نویبرون
نویبرون (به آلمانی: Neubrunn) یک منطقهٔ مسکونی در آلمان است که در Würzburg واقع شده‌است.